# Seznam norveških diplomatov
Seznam norveških diplomatov.

## B
- Kåre Bryn

## E
- Jan Egeland

## J
- Mona Juul

## K
- Per Kleppe

## L
- Michael Strøm Lie
- Trygve Lie

## M
- Siri Veseth Meling

## N
- Frida Nokken

## O
- Jostein Osnes

## P
- Geir Otto Ped-ersen
- Jan Petersen

## R
- Terje Rød-Larsen

## S
- Thorvald Stoltenberg

## W
- Tor Wennesland